# Gimnopédia

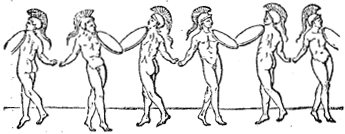
A dança coribante provavelmente se assemelhava à realizada na gimnopédia.

A gimnopédia era uma antiga festa espartana em honra de Apolo, Ártemis e Leto celebrada com danças e exercícios de ginástica, de que participavam, despidos, homens e meninos. Cada uma das três divindades citadas possuía uma estátua na ágora e era ao redor delas que os jovens dançavam e cantavam em coro. O festival talvez durasse até dez dias, sendo que no último deles os homens faziam a performance no teatro.
Durante as exibições de ginástica eles entoavam as canções de Tales e Álcman e os poemas de Dionisodoto. O líder do coro empunhava um tipo de terço que comemorava a vitória espartana em Tireia. Esse evento parece estar intimamente ligado à gimnopédia, já que esta enaltecia nas canções os guerreiros mortos na batalha. Enquanto dançavam, os garotos faziam movimentos rítmicos que lembravam os exercícios da palestra e do pancrácio; ademais, imitavam gestos selvagens para adorar Dionísio.
A temporada da gimnopédia era um dos momentos de maior alegria em Esparta. Homens solteiros eram excluídos da festividade, mas em compensação a cidade recebia a visita de inúmeros estrangeiros.
A criação da gimnopédia — que foi de grande importância para o cultivo da poesia, dança, música e ginástica — deu-se no ano de 668 a.C. ou 665 a.C.